# Any Internacional de la Química

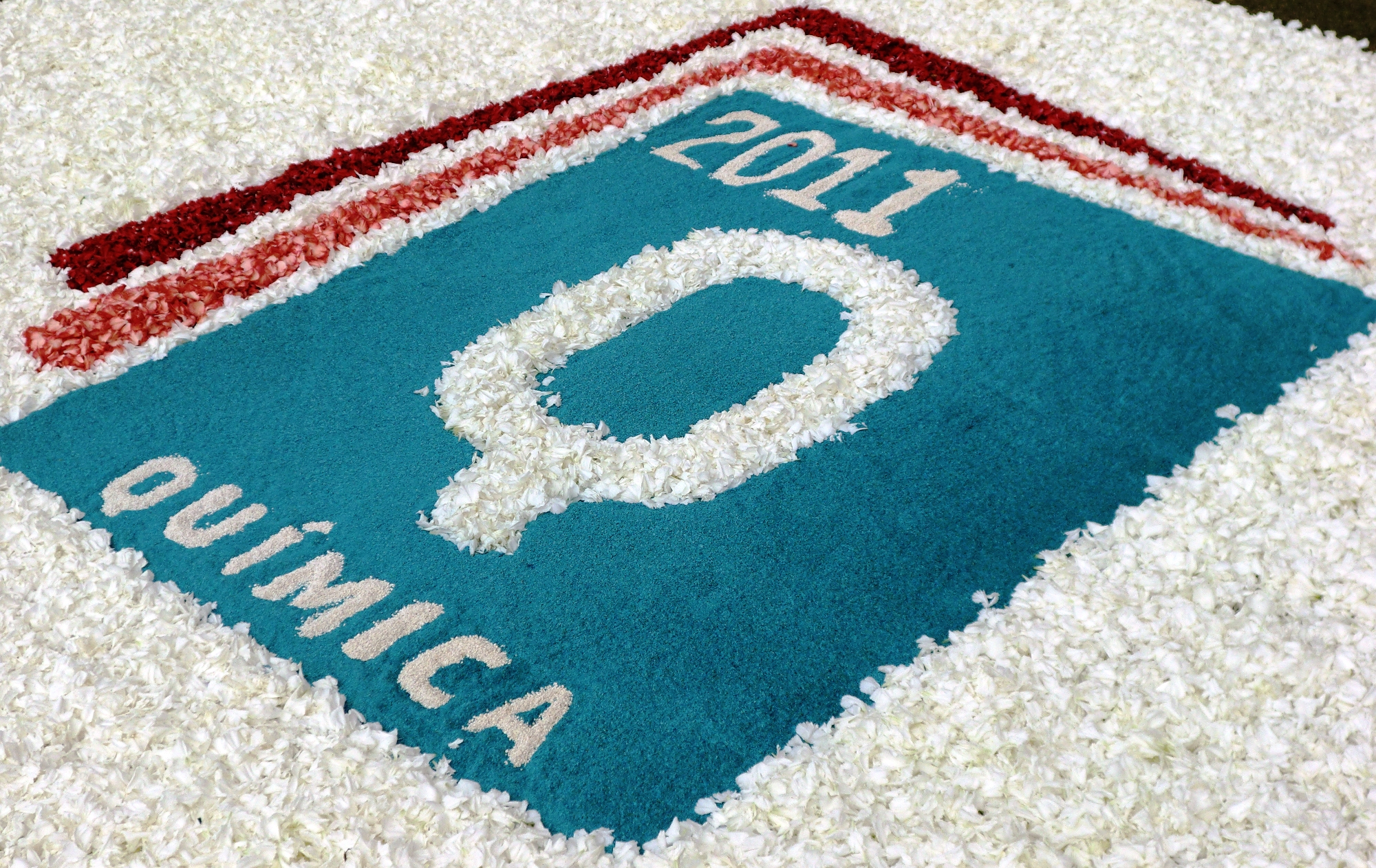
Logo de l'Any Internacional de la Química (AIQ2011)

L'Any Internacional de la Química (AIQ 2011) commemora les fites de la química, i les seves contribucions a la humanitat. La proposta va sorgir de l'Assemblea de les Nacions Unides el 30 de desembre de 2008, la qual va delegar en la UNESCO i en la IUPAC, la Unió Internacional de Química Pura i Aplicada, la preparació i l'organització dels actes i de les reunions corresponents.

## Antecedents
La resolució de les Nacions Unides per anomenar el 2011 com a Any Internacional de la Química va ésser proposada per Etiòpia i recolzada per 23 nacions. Es va assenyalar que la química contribueix d'una forma vital en l'assoliment dels objectius de la Dècada de les Nacions Unides per a l'Educació del Desenvolupament Sostenible, 2005-2014.,

## Lema
El lema de l'AIQ2011 és "Química: la nostra vida, el nostre futur" i està enfocat en les "fites de la química i les seves contribucions al benestar de la humanitat". Té com a objectiu fer créixer l'interès en la química entre el públic general i atraure els joves cap aquesta ciència, així com ressaltar el rol de la química en la resolució de problemes globals.

## Centenari del Nobel de Química a Marie Curie
A més a més, l'any 2011 coincideix amb el centenari de la concessió del Premi Nobel de Química a Maria Sklodowska-Curie, més coneguda com a Madame Curie. Aquest fet ofereix una oportunitat excel·lent per a recordar i reconèixer no només les seves contribucions a la ciència, sinó també les d'altres dones científiques.

## Esdeveniments
Els esdeveniments de l'AIQ2011 són organitzats per les societats nacionals de química, com la Societat Química Americana, la Royal Society of Chemistry, i per les federacions regionals de química, com la European Association for Chemical and Molecular Sciences.
A Catalunya diverses organitzacions han organitzat esdeveniments sota l'abric de la Societat Catalana de Química, filial de l'Institut d'Estudis Catalans, que ha creat un espai web per tal de difondre i coordinar les activitats que tinguin lloc a les terres de llengua i cultura catalana. De la mateixa manera, des de la Càtedra de Cultura Científica i Comunicació Digital (C4D)] de la Universitat de Girona s'ha creat un bloc de seguiment.